# Schiffselektronik Rostock
Die SER Schiffselektronik Rostock GmbH ist ein Unternehmen mit Sitz in Rostock, das elektrotechnische und elektronische Anlagen für Schiffbau und Industrie liefert. Sie ging aus dem VEB Schiffselektronik Rostock (SER) hervor, der Generallieferant für den Schiffbau in der DDR war.

## Geschichte
Bis 1948 bestanden in Rostock Technische Büros von Siemens & Halske, Siemens-Schuckert und der AEG, die 1949 in die Volkseigenen Betriebe Starkstromanlagenbau Rostock (VEM) und Fernmeldeanlagenbau Rostock (RFT) überführt wurden. Beide Betriebe waren vor allem für die Energieversorgung und Nachrichtentechnik im Land tätig. Durch den Aufschwung des DDR-Schiffbaus stieg auch der Bedarf an Elektroenergie-, Steuerungs- und Nachrichtentechnik auf den Werften. In beiden Betrieben wurden daher Schiffsausrüstungsbereiche gebildet, die schließlich am 30. Dezember 1969 zum VEB Schiffselektronik Rostock mit ungefähr 3000 Beschäftigten zusammengeschlossen wurden. 
Der SER wurde Generallieferant für die elektronische und elektrotechnische Ausrüstung des DDR-Schiffbaus. Es entstanden Zweigstellen auf allen größeren Werften des Bezirkes Rostock, die vor Ort für Montage- und Wartungsarbeiten zuständig waren. Weitere Abteilungen für Serviceleistungen befanden sich in den Seehäfen Rostock und Wismar sowie in den Häfen des Fischkombinates in Rostock und Sassnitz. Ab 1979 gehörte der SER zum VEB Kombinat Schiffbau.
Durchschnittlich rüstete der VEB SER etwa 65 Schiffsneubauten im Jahr aus. Neben den hauptsächlich am Stammsitz in Rostock-Schutow produzierten Schalt- und Steuerungsanlagen wurde auf den Werften, die stark am Export in die UdSSR orientiert waren, vor allem sowjetische Nachrichten- und Navigationstechnik montiert. In den 1980er Jahren erreichte der Betrieb mit der Komplettausrüstung der technisch anspruchsvollen Fischerei- und Frachtschiffsserien seinen Höhepunkt. 1986 erhielt der Betrieb den Namen des früheren SED-Politikers Johannes Warnke.
Nach der Wende wurde der VEB SER im Juni 1990 kurz vor der Währungsunion in eine Kapitalgesellschaft umgewandelt und in die von der Treuhandanstalt gegründete Deutsche Maschinen- und Schiffbau AG eingegliedert. Mit dem Zusammenbruch der Sowjetunion Anfang der 1990er Jahre verloren die ostdeutschen Werften und ihre Zulieferer ihren Hauptabsatzmarkt. Die Schiffselektronik Rostock GmbH, die sich von 1993 bis 1996 SER Systemelektronik Rostock nannte und seitdem den Namen SER Schiffselektronik Rostock trägt, musste einschneidende Umstrukturierungen durchführen, zu denen ein erheblicher Personalabbau gehörte.
Seit dem Ende der 1990er Jahre liegt die Mitarbeiterzahl bei etwa 40. In der Produktion spezialisierte sich der Betrieb auf Brückenausrüstungen und Schaltanlagen, bot aber auch weiterhin die Montage kompletter Schiffsausrüstungen an. Außerdem wurden Service- und Wartungsarbeiten für die zu DDR-Zeiten und danach ausgerüsteten Schiffe geleistet.